# Nocloa macula
Nocloa macula är en fjärilsart som beskrevs av Smith 1891. Nocloa macula ingår i släktet Nocloa och familjen nattflyn. Inga underarter finns listade i Catalogue of Life.